# Daniele Dondé

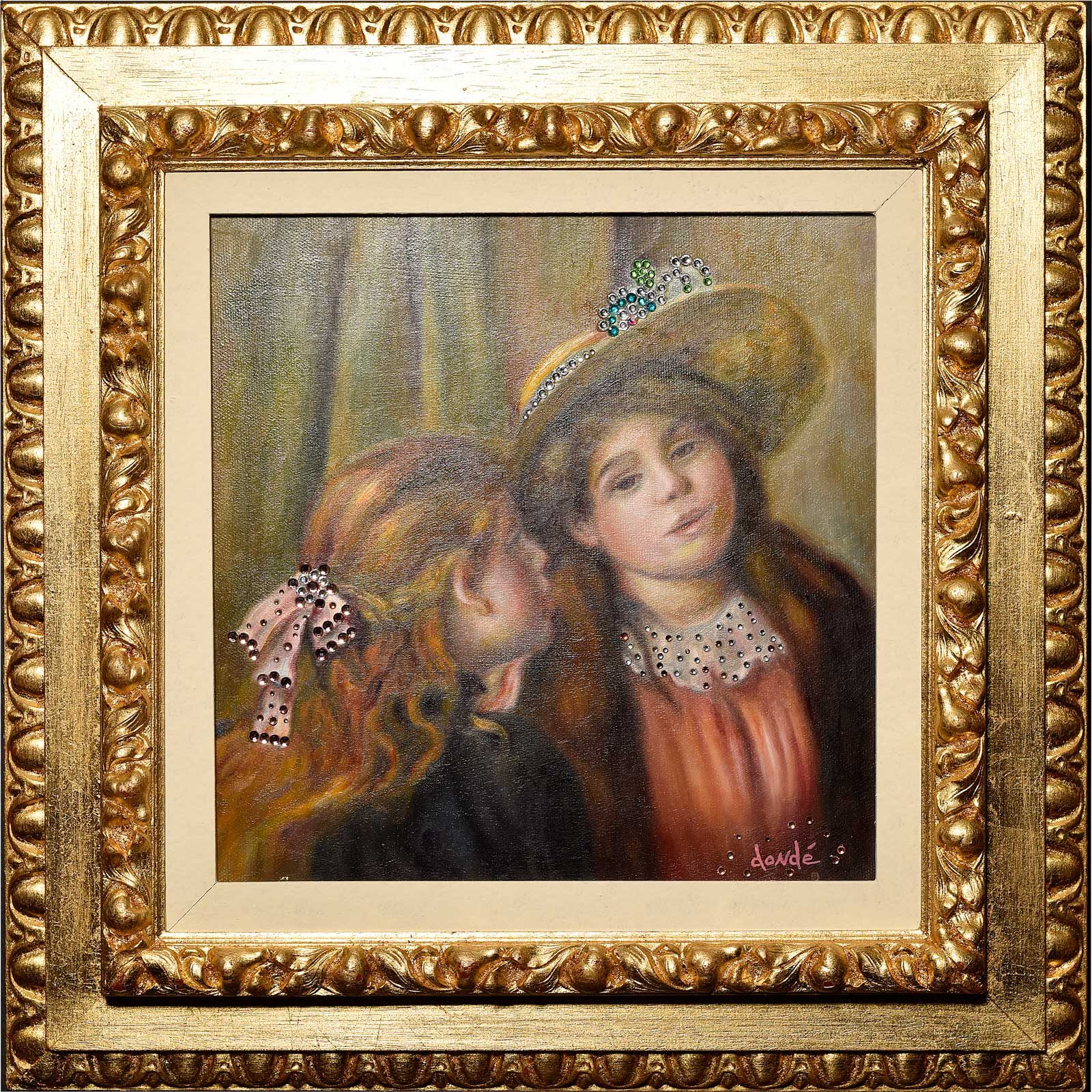
Renoir «Les Deux Soeurs» – Kunstwerk nach Renoir von Daniele Dondé

Daniele Dondé (* 3. Dezember 1950 in Cremona) ist ein italienischer Maler legaler Kopien bedeutender Maler. Er war bis 2015 malerisch aktiv.

## Leben und Wirken
Daniele Dondé wuchs im italienischen Cremona auf und erbte eine umfangreiche Gemäldesammlung bekannter Künstler. Zu seiner Überraschung erwiesen sich aber viele dieser Werke als Fälschungen, die seinen Eltern ursprünglich allerdings als Originale verkauft wurden. Aus seiner Enttäuschung wurde allerdings Euphorie, als er entdeckte, dass man Fälschungen auch als legale Fälschungen verkaufen konnte. So begann er, Kopien von alten Gemälden anzufertigen und patentierte 1984 sogar ein eigenes Zertifikat für Fälschungen, das sie praktisch als Kunstwerke legalisierte. Dondé nannte diesen Kunsttrend «Legal Faux Art» (Kunstimitat). Dies ist möglich, da die Urheber der Kunstwerke länger als 70 Jahre tot sind. Als Autodidakt brachte sich Daniele Dondé das Handwerk des Malers selbst bei. Seine Werke, die auch Kunstwerke im Mixed-Media-Stil beinhalten, wurden in vielen bekannten Hotels der Welt und in Einkaufszentren ausgestellt.
Seine «Stradivari Rock»-Reihe besteht aus Geigen der Academia Cremonensis aus seiner Geburtsstadt Cremona, die er bemalt und je nach Kunstwerk mit zusätzlichen Edelsteinen und Edelmetallen (z. B. 18 Karat Gold oder Silber) verziert.